# Lučka Regrat
Lučka Regrat je slovenska sodobna pravljica v slikanici. Napisal jo je Gregor Strniša leta 1987, ilustrirala pa Ančka Gošnik-Godec. Izšla je pri založbi Mladinska knjiga.

## Vsebina
Lučka Regrat je regratova lučka, ki je rasla na robu travnika. Nekoč je sanjala, kako je odšla v deželo ljudi. Zjutraj se je zbudila in si zaželela videti to deželo. Predvsem pa se je želela pogledati v ogledalo. Pogovarjala se je z želvo, ki jo je srečala na travniku, in ta ji je pripovedovala o tem, kako je lepo na morju – saj je tam nekoč živela. Zapela ji je pesmico in zaigrala na orglice. Nato ji je rekla, naj se odpravi v deželo ljudi, če se želi pogledati v ogledalo. Lučka je šla tako v mesto, kjer se je najprej ustavila pred izložbo s sadjem in zelenjavo. Tam je srečala deklici Tinko in Erno, ki sta se igrali z žogo. Ko sta ugotovili, da se Lučka želi pogledati v ogledalo, sta jo povabili domov. Vendar si Lučka ni upala v kopalnico, ker je v njej ropotal pralni stroj. Nato ji ponudita sodo in slatino. Ko je pojedla in popila, se je začela tanjšati in tanjšati, na koncu pa jo je odneslo skozi okno in razletela se je v nešteto Lučk Regrat. Veter jih je nosil, vsako s svojim dežnikom. Ena lučka je prišla tudi na travnik, kjer jo je opazila želva. Ta jo je vprašala, če je že prišla z morja, a lučka je imela tako tanek glas, da ga stara želva ni slišala. Po travniku je nato prišla deklica z ogledalom. Ogledalce ji je padlo na tla in tako se je lahko majhna lučka končno pogleda v njem.
Avtor na začetku pravljice pove, da opazuje junijski travnik (sedanjik), med pravljico pove, kako je bilo, ko je v lunaparku opazoval zrcala (preteklik), na koncu pravljice pa pove, da bo na tem mestu, kjer se je lučka pogledala v zrcalo in se pogreznila v zemljo, naslednje leto morda spet zrasla kakšna gospodična Regrat (prihodnjik).
Za pravljico je značilno, da se v njej prepleta več realnosti: pripovedovalčeva realnost, realnost živih, govorečih rastlin, ipd.

## Analiza pravljice
- Književne osebe: Lučka Regrat, želva, Tinka, Erna.
- Književni prostor: travnik, mesto Ljubljana, stanovanje.
- Književni čas: 1. poletni dan. 1 dan. Sedanjik, (preteklik, prihodnjik).
- Pripovedovalec: prvoosebni, tretjeosebni.
- Simboli, ki se ponavljajo: vogal, polna luna, ogledalo, morje.
- Konec: nesrečen, ker se Lučka Regrat razleti na manjše lučke, vendar pisatelj daje upanje, da se bo naslednje leto zopet pojavila kakšna gospodična Regrat in bo nadaljevala to zgodbo.

## Osrednja književna oseba
Lučka Regrat je regratova lučka s človeškimi lastnostmi; ima dve roki, dve nogi, obraz, spi, sanja, zna brati, cepeta z nogami, naglas kriči, je jezna, radovedna itd. Avtor jo imenuje tudi: regratka, jezna, radovedna punčka, jara punčka, okrogla zvezdna kopica, prozorna bela krogla, majhna bela zvezda, meglena krogla, bela bučka, rumena zvezda.
Je pravzaprav kot majhna deklica, ki pa živi le en dan. V tem dnevu spozna nove stvari, ki jih še nikoli ni videla - sadje, zelenjavo, luno, želvo, ljudi, mesto, potni list ipd. Čudi se vsemu, kar sreča, vidi. Je zelo radovedna. Zelo si želi, da bi se videla v ogledalu. S sabo vedno nosi dežnik. Ko se razleti na mnogo lučk in te lučke odnese veter, reče, da pride nazaj spet čez leto dni.
Tudi na koncu pravljice pravi: »Na svidenje čez leto dni!«

## O avtorju
Avtor je znan kot pesnik, dramatik, pisec besedil popevk, napisal pa je tudi nekaj mladinskih del. Njegov slog je poetičen. Znan je tudi po t. i. vesoljski zavesti (stvarni in transcendentni svet) - to je zavedanje, da vsaka najmanjša stvar kaže temeljne značilnosti vesolja. V pravljici Lučka Regrat se to vidi tako v lirični pripovedi kot v pesmi, ki je zapisana med pripovedjo, ter v obliki besednih zvez (»zvezda Sirius v ozvezdju Psa«, »majhne bele zvezde«, »rumena zvezda«, »okrogel kot polna Luna«, »ogromno zeleno vesoljstvo«, »rimska cesta« ...).